# Rhabdatomis dognini
Rhabdatomis dognini là một loài bướm đêm thuộc phân họ Arctiinae, họ Erebidae.